# Arrigo della Rocca
Arrigo della Roca fou un poderós senyor feudal cors. Els della Rocca van abraçar el partit català i es van oposar a la dominació genovesa. Va estar refugiat a Catalunya i va tornar a l'illa amb un petit exèrcit català, dominant les piaves de la Cinarca. Es va proclamar comte de Còrsega i el rei de Catalunya-Aragó el va nomenar lloctinent general. Més tard Arrigo va pactar amb els genovesos i fins i tot feu part de la societat la Maona, que explotava i administrava l'illa, però més tard va reprendre la lluita i va dominar tota l'illa.
Va morir el 1401 quan els genovesos havien recuperat gran part de Còrsega.